# Culozoma
Culozoma is een geslacht van uitgestorven zee-egels uit de familie Aspidodiadematidae.

## Soorten
- Culozoma baroini Vadet & Slowik, 2001 †